# Holacanthus bermudensis
Holacanthus bermudensis е вид бодлоперка от семейство Pomacanthidae. Видът не е застрашен от изчезване.

## Разпространение и местообитание
Разпространен е в Американски Вирджински острови, Ангуила, Бахамски острови, Бермудски острови, Британски Вирджински острови, Доминиканска република, Мексико, Пуерто Рико, САЩ, Търкс и Кайкос и Хаити.
Среща се на дълбочина около 8 m.